# Рассыпное (Дмитровский сельсовет)
Рассыпное (укр. Розсипне) — село на Украине, находится в Шахтёрском районе Донецкой области. Под контролем самопровозглашённой Донецкой Народной Республики.

## География
В Донецкой области имеется ещё два одноимённых населённых пункта — село Рассыпное Рассыпненского сельсовета в том же Шахтёрском районе, а также посёлок Рассыпное в составе города Тореза.

#### Соседние населённые пункты по странам света
С: Зрубное
СЗ: Никифорово, Горняцкое, Бражино, Лиманчук
СВ: Передериево
З: Победа, Первомайский, Первомайское
В: Чугунно-Крепинка
ЮЗ: —
ЮВ: Дмитровка
Ю: Латышево

## Население
Население по переписи 2001 года составляло 82 человека.

## Общие сведения
Код КОАТУУ — 1425282308.Почтовый индекс — 86200. Телефонный код — О6255.

## Адрес местного совета
86262, Донецкая область, Шахтёрский р-н, с. Дмитровка, ул. Центральная, 46